# Franco Ariel Sosa
Franco Sosa es un exjugador de fútbol uruguayo que jugaba de medio centro. Su último club fue el Tacuarembó Fútbol Club.

## Clubes
| Club                       | País      | Año         | Part. | Goles | Asist. |
| -------------------------- | --------- | ----------- | ----- | ----- | ------ |
| Tacuarembó                 | Uruguay   | 2003 - 2008 | 44    | 17    | 6      |
| Marathón (cedido)          | Honduras  | 2008 - 2009 | 60    | 14    | 8      |
| Tacuarembó                 | Uruguay   | 2009 - 2010 | 25    | 5     | 0      |
| FBC Melgar                 | Perú      | 2010        | 19    | 1     | 2      |
| Xelajú                     | Guatemala | 2011 - 2012 | 78    | 5     | 10     |
| Cerro Largo                | Uruguay   | 2012        | 9     | 1     | 0      |
| La Guaira                  | Venezuela | 2013        | 7     | 0     | 0      |
| Tacuarembó                 | Uruguay   | 2013 - 2016 | 45    | 4     | 6      |
| Deportivo Mictlán (cedido) | Guatemala | 2017        | 16    | 0     | 2      |
| Tacuarembó                 | Uruguay   | 2017 - 2018 | 26    | 0     | 1      |
| Total                      |           | 2003 - 2018 | 329   | 47    | 35     |

- Datos: Q5484504